# Sigma Draconis
Sigma Draconis (Alsafi, σ Dra) – gwiazda w gwiazdozbiorze Smoka, odległa od Słońca o około 19 lat świetlnych.

## Nazwa
Tradycyjna nazwa Alsafi wywodzi się od arabskiego ‏الأثافي‎ al-aṯāfī, co oznacza „trójnóg kuchenny”, element arabskiej kuchni polowej. Pierwotnie odnosiła się ona do trzech gwiazd: Sigma, Tau i Ypsilon Draconis. Międzynarodowa Unia Astronomiczna w 2017 roku formalnie zatwierdziła użycie nazwy Alsafi dla określenia tej gwiazdy.

## Charakterystyka
Sigma Draconis jest bliską Słońca gwiazdą, słabszym od niego pomarańczowym karłem należącym do typu widmowego K0. Jej jasność to tylko 43% jasności Słońca, ma temperaturę 5315 K. Jest mniejsza od Słońca, ma promień 0,77 R☉ i masę 0,8–0,9 M☉. Gwiazda ta ma 3 miliardy lat i będzie żyła dłużej niż Słońce. Dotychczas nie stwierdzono istnienia planet okrążających tę gwiazdę, nie ma też wokół niej dysku pyłowego.
Zaobserwowano dwóch optycznych kompanów tej gwiazdy. Składnik B, odległy od Sigmy Draconis A o 492,8 sekundy kątowej, ma obserwowaną wielkość gwiazdową 11,35m (pomiar z 1999), ma jednak inny ruch własny i jest niezwiązaną gwiazdą typu widmowego F6 V. Trzeci obiekt widoczny w pobliżu ma wielkość gwiazdową zaledwie 21,7 i jest oddalony o 11″ od gwiazdy Alsafi.